# Llista d'espècies de licòsids (B-K)
Llista de les espècies de licòsids per ordre alfabètic, que van de la lletra B fins a la K, espècies descrites fins al 21 de desembre de 2006.
- Per a les llistes d'espècies amb les altres lletres de l'alfabet, aneu a l'article principal, Llista d'espècies de licòsids.
- Per a la llista completa de tots els gèneres vegeu l'article Llista de gèneres de licòsids.

## Gèneres i espècies

### Brevilabus
Brevilabus Strand, 1908
- Brevilabus gillonorum Cornic, 1980 (Costa d'Ivori)
- Brevilabus oryx (Simon, 1886) (Senegal, Etiòpia)

### Bristowiella
Bristowiella Saaristo, 1980
- Bristowiella kartalensis Alderweireldt, 1988 (Illes Comoro)
- Bristowiella seychellensis (Bristowe, 1973) (Seychelles, Aldabra, Illes Comoro)

### Camptocosa
Camptocosa Dondale, Jim?nez & Nieto, 2005
- Camptocosa parallela (Banks, 1898) (EUA, Mèxic)
- Camptocosa texana Dondale, Jim?nez & Nieto, 2005 (EUA)

### Caporiaccosa
Caporiaccosa Roewer, 1960
- Caporiaccosa arctosaeformis (Caporiacco, 1940) (Etiòpia)

### Crocodilosa
Crocodilosa Caporiacco, 1947
- Crocodilosa kittenbergeri Caporiacco, 1947 (Àfrica Oriental)
- Crocodilosa leucostigma (Simon, 1885) (Índia)
- Crocodilosa maindroni (Simon, 1897) (Índia)
- Crocodilosa ovicula (Thorell, 1895) (Myanmar)
- Crocodilosa virulenta (O. P.-Cambridge, 1876) (Egipte)

### Cynosa
Cynosa Caporiacco, 1933
- Cynosa agedabiae Caporiacco, 1933 (Àfrica del Nord)
- Cynosa ramosa (L. Koch, 1877) (Austràlia)

### Dejerosa
Dejerosa Roewer, 1960
- Dejerosa picta Roewer, 1960 (Mozambique)

### Diahogna
Diahogna Roewer, 1960
- Diahogna exculta (L. Koch, 1876) (Nova Gal·les del Sud, Nova Caledònia)
- Diahogna hildegardae Framenau, 2006 (Nova Gal·les del Sud, Victòria)
- Diahogna martensi (Karsch, 1878) (Nova Gal·les del Sud, Victòria, Sud d'Austràlia, Tasmània)
- Diahogna pisauroides Framenau, 2006 (Territori del Nord)

### Diapontia
Diapontia Keyserling, 1876
- Diapontia niveovittata Mello-Leitão, 1945 (Argentina)
- Diapontia pourtaleensis Mello-Leitão, 1944 (Argentina)
- Diapontia senescens Mello-Leitão, 1944 (Argentina)
- Diapontia Uruguaiensis Keyserling, 1877 (Brasil, Perú, Uruguai, Argentina)

### Dingosa
Dingosa Roewer, 1955
- Dingosa angolensis Roewer, 1959 (Angola)
- Dingosa completa Roewer, 1959 (Mozambique)
- Dingosa hartmanni Roewer, 1959 (Tanzània)
- Dingosa liopus (Chamberlin, 1916) (Perú)
- Dingosa persica Roewer, 1955 (Iran)
- Dingosa simsoni (Simon, 1898) (Tasmània)
- Dingosa topaziopsis (Hogg, 1896) (Central Austràlia)
- Dingosa tragardhi (Lawrence, 1947) (Sud-àfrica)
- Dingosa ursina (Schenkel, 1936) (Xina)
- Dingosa venefica (Keyserling, 1891) (Brasil)

### Dolocosa
Dolocosa Roewer, 1960
- Dolocosa dolosa (O. P.-Cambridge, 1873) (Santa Helena)

### Donacosa
Donacosa Alderweireldt & Jocqu?, 1991
- Donacosa merlini Alderweireldt & Jocqu?, 1991 (Espanya)

### Dorjulopirata
Dorjulopirata Buchar, 1997
- Dorjulopirata dorjulanus Buchar, 1997 (Bhutan)

### Edenticosa
Edenticosa Roewer, 1960
- Edenticosa edentula (Simon, 1910) (Bioko)

### Evippa
Evippa Simon, 1882
- Evippa aculeata (Kroneberg, 1875) (Àsia central)
- Evippa aequalis Alderweireldt, 1991 (Senegal, Sudan)
- Evippa apsheronica Marusik, Guseinov & Koponen, 2003 (Azerbaijan)
- Evippa arenaria (Audouin, 1826) (Àfrica del Nord)
- Evippa badchysica Sternbergs, 1979 (Turkmenistan)
- Evippa banarensis Tikader & Malhotra, 1980 (Índia)
- Evippa benevola (O. P.-Cambridge, 1885) (Yarkand)
- Evippa beschkentica Andreeva, 1976 (Àsia central)
- Evippa caucasica Marusik, Guseinov & Koponen, 2003 (Azerbaijan)
- Evippa concolor (Kroneberg, 1875) (Tajikistan)
- Evippa douglasi Hogg, 1912 (Xina)
- Evippa eltonica Dunin, 1994 (Rússia, Kazakhstan)
- Evippa fortis Roewer, 1955 (Iran)
- Evippa jabalpurensis Gajbe, 2004 (Índia)
- Evippa jocquei Alderweireldt, 1991 (Àfrica del Nord)
- Evippa kirchshoferae Roewer, 1959 (Tunísia)
- Evippa lugubris Chen, Song & Kim, 1998 (Xina)
- Evippa luteipalpis Roewer, 1955 (Iran)
- Evippa mandlaensis Gajbe, 2004 (Índia)
- Evippa massaica (Roewer, 1959) (Tanzània)
- Evippa nigerrima (Miller & Buchar, 1972) (Afganistan)
- Evippa onager Simon, 1895 (Xina, Turkmenistan)
- Evippa praelongipes (O. P.-Cambridge, 1870) (Egipte fins a Índia, Pakistan, Kazakhstan)
- Evippa projecta Alderweireldt, 1991 (Kenya)
- Evippa rajasthanea Tikader & Malhotra, 1980 (Índia)
- Evippa rubiginosa Simon, 1885 (Índia)
- Evippa russellsmithi Alderweireldt, 1991 (Etiòpia, Somàlia)
- Evippa schenkeli Sternbergs, 1979 (Turkmenistan)
- Evippa shivajii Tikader & Malhotra, 1980 (Índia)
- Evippa sibirica Marusik, 1995 (Rússia, Mongòlia, Kazakhstan, Xina)
- Evippa sjostedti Schenkel, 1936 (Àsia central, Mongòlia, Xina)
- Evippa soderbomi Schenkel, 1936 (Mongòlia, Xina)
- Evippa sohani Tikader & Malhotra, 1980 (Índia)
- Evippa solanensis Tikader & Malhotra, 1980 (Índia)
- Evippa strandi (Lessert, 1926) (Congo, Ruanda, Tanzània)
- Evippa turkmenica Sternbergs, 1979 (Turkmenistan)

### Evippomma
Evippomma Roewer, 1959
- Evippomma albomarginatum Alderweireldt, 1992 (Senegal fins a Etiòpia)
- Evippomma evippiforme (Caporiacco, 1935) (Karakorum)
- Evippomma evippinum (Simon, 1897) (Índia)
- Evippomma plumipes (Lessert, 1936) (Est, Àfrica Meridional)
- Evippomma simoni Alderweireldt, 1992 (Sudan, Egipte)
- Evippomma squamulatum (Simon, 1898) (Àfrica Meridional)

### Geolycosa
Geolycosa Montgomery, 1904
- Geolycosa aballicola (Strand, 1906) (Etiòpia)
- Geolycosa albimarginata (Badcock, 1932) (Paraguai)
- Geolycosa altera Roewer, 1955 (Iran)
- Geolycosa appetens Roewer, 1960 (Namíbia)
- Geolycosa ashantica (Strand, 1916) (Ghana)
- Geolycosa atroscopulata Roewer, 1955 (Iran)
- Geolycosa atrosellata Roewer, 1960 (Congo)
- Geolycosa bridarollii (Mello-Leitão, 1945) (Argentina)
- Geolycosa buyebalana Roewer, 1960 (Congo)
- Geolycosa carli (Reimoser, 1934) (Índia)
- Geolycosa conspersa (Thorell, 1877) (Myanmar, Borneo, Sulawesi)
- Geolycosa cyrenaica (Simon, 1908) (Àfrica del Nord)
- Geolycosa diffEUA Roewer, 1960 (Camerun)
- Geolycosa disposita Roewer, 1960 (Angola)
- Geolycosa diversa Roewer, 1960 (Ruanda)
- Geolycosa domifex (Hancock, 1899) (EUA, Canadà)
- Geolycosa dunini Zyuzin & Logunov, 2000 (Geòrgia, Armènia, Azerbaijan)
- Geolycosa egena (L. Koch, 1877) (Queensland)
- Geolycosa escambiensis Wallace, 1942 (EUA)
- Geolycosa excussa (Tullgren, 1905) (Bolívia, Argentina)
- Geolycosa fatifera (Hentz, 1842) (EUA)
- Geolycosa festina (L. Koch, 1877) (Queensland)
- Geolycosa flavichelis Roewer, 1955 (Iran)
- Geolycosa forsaythi (Dahl, 1908) (Illes Bismarck)
- Geolycosa gaerdesi Roewer, 1960 (Namíbia)
- Geolycosa gofensis (Strand, 1906) (Central Àfrica)
- Geolycosa gosoga (Chamberlin, 1925) (EUA)
- Geolycosa grandis (Banks, 1894) (EUA, Mèxic)
- Geolycosa habilis Roewer, 1960 (Congo, Àfrica Oriental)
- Geolycosa hectoria (Pocock, 1900) (Sud-àfrica)
- Geolycosa hubbelli Wallace, 1942 (EUA)
- Geolycosa hyltonscottae (Mello-Leitão, 1941) (Argentina)
- Geolycosa iaffa (Strand, 1913) (Israel)
- Geolycosa impudica (Mello-Leitão, 1944) (Argentina)
- Geolycosa incertula (Mello-Leitão, 1941) (Argentina)
- Geolycosa infensa (L. Koch, 1877) (Queensland, Nova Gal·les del Sud)
- Geolycosa insulata (Mello-Leitão, 1944) (Argentina)
- Geolycosa ituricola (Strand, 1913) (Central Àfrica)
- Geolycosa katekeana Roewer, 1960 (Congo)
- Geolycosa kijabica (Strand, 1916) (Àfrica Oriental)
- Geolycosa lancearia (Mello-Leitão, 1940) (Argentina)
- Geolycosa latifrons Montgomery, 1904 (EUA)
- Geolycosa liberiana Roewer, 1960 (Liberia)
- Geolycosa lindneri (Karsch, 1879) (Àfrica Central i Occidental)
- Geolycosa lusingana (Roewer, 1959) (Congo)
- Geolycosa micanopy Wallace, 1942 (EUA)
- Geolycosa minor (Simon, 1910) (Bioko)
- Geolycosa missouriensis (Banks, 1895) (EUA, Canadà)
- Geolycosa natalensis Roewer, 1960 (Sud-àfrica)
- Geolycosa nolotthensis (Simon, 1910) (Namíbia, Sud-àfrica)
- Geolycosa nossibeensis (Strand, 1907) (Madagascar)
- Geolycosa ornatipes (Bryant, 1935) (EUA)
- Geolycosa patellonigra Wallace, 1942 (EUA)
- Geolycosa pikei (Marx, 1881) (EUA)
- Geolycosa rafaelana (Chamberlin, 1928) (EUA)
- Geolycosa raptatorides (Strand, 1909) (Uruguai)
- Geolycosa riograndae Wallace, 1942 (EUA)
- Geolycosa rogersi Wallace, 1942 (EUA)
- Geolycosa rubrotaeniata (Keyserling, 1877) (Colòmbia)
- Geolycosa rufibarbis (Mello-Leitão, 1947) (Brasil)
- Geolycosa sangilia (Roewer, 1955) (Colòmbia)
- Geolycosa sanogastensis (Mello-Leitão, 1941) (Argentina)
- Geolycosa schulzi (Dahl, 1908) (Illes Bismarck)
- Geolycosa sepulchralis (Montgomery, 1902) (EUA)
- Geolycosa sexmaculata Roewer, 1960 (Afganistan)
- Geolycosa shinkuluna Roewer, 1960 (Congo)
- Geolycosa suahela (Strand, 1913) (Àfrica Central i Oriental)
- Geolycosa subvittata (Pocock, 1900) (Sud-àfrica)
- Geolycosa tangana (Roewer, 1959) (Tanzània)
- Geolycosa ternetzi (Mello-Leitão, 1939) (Paraguai)
- Geolycosa timorensis (Thorell, 1881) (Timor)
- Geolycosa togonia Roewer, 1960 (Togo)
- Geolycosa turricola (Treat, 1880) (EUA)
- Geolycosa uinticolens (Chamberlin, 1936) (EUA)
- Geolycosa urbana (O. P.-Cambridge, 1876) (North, Central Àfrica fins a Índia)
  - Geolycosa urbana hova (Strand, 1907) (Madagascar)
- Geolycosa Uruguaiaca (Strand, 1909) (Uruguai)
- Geolycosa vultuosa (C. L. Koch, 1838) (SouthEuropa Oriental fins a l'Àsia central)
- Geolycosa wrighti (Emerton, 1912) (EUA, Canadà)
- Geolycosa xera McCrone, 1963 (EUA)
  - Geolycosa xera archboldi McCrone, 1963 (EUA)

### Gladicosa
Gladicosa Brady, 1987
- Gladicosa bellamyi (Gertsch & Wallace, 1937) (EUA)
- Gladicosa euepigynata (Montgomery, 1904) (EUA)
- Gladicosa gulosa (Walckenaer, 1837) (EUA, Canadà)
- Gladicosa huberti (Chamberlin, 1924) (EUA)
- Gladicosa pulchra (Keyserling, 1877) (EUA)

### Gnatholycosa
Gnatholycosa Mello-Leitão, 1940
- Gnatholycosa spinipalpis Mello-Leitão, 1940 (Argentina)

### Hesperocosa
Hesperocosa Gertsch & Wallace, 1937
- Hesperocosa unica (Gertsch & Wallace, 1935) (EUA)

### Hippasa
Hippasa Simon, 1885
- Hippasa affinis Lessert, 1933 (Angola)
- Hippasa afghana Roewer, 1960 (Afganistan)
- Hippasa agelenoides (Simon, 1884) (Índia fins a Taiwan)
- Hippasa albopunctata Thorell, 1899 (Camerun, Costa d'Ivori)
- Hippasa australis Lawrence, 1927 (Àfrica Meridional)
- Hippasa bifasciata Buchar, 1997 (Bhutan)
- Hippasa brechti Alderweireldt & Jocqu?, 2005 (Costa d'Ivori, Togo)
- Hippasa charamaensis Gajbe, 2004 (Índia)
- Hippasa cinerea Simon, 1898 (Àfrica)
- Hippasa decemnotata Simon, 1910 (Àfrica Occidental)
- Hippasa domratchevae Andreeva, 1976 (Àsia central)
- Hippasa elienae Alderweireldt & Jocqu?, 2005 (Tanzània)
- Hippasa fabreae Gajbe & Gajbe, 1999 (Índia)
- Hippasa flavicoma Caporiacco, 1935 (Karakorum)
- Hippasa funerea Lessert, 1925 (Àfrica Meridional)
- Hippasa greenalliae (Blackwall, 1867) (Índia, Sri Lanka, Xina)
- Hippasa hansae Gajbe & Gajbe, 1999 (Índia)
- Hippasa haryanensis Arora & Monga, 1994 (Índia)
- Hippasa himalayensis Gravely, 1924 (Índia)
- Hippasa holmerae Thorell, 1895 (Índia fins a les Filipines)
  - Hippasa holmerae sundaica Thorell, 1895 (Singapur)
- Hippasa innesi Simon, 1889 (Egipte)
- Hippasa lamtoensis Dresco, 1981 (Costa d'Ivori)
- Hippasa loeffleri (Roewer, 1955) (Iran)
- Hippasa loundesi Gravely, 1924 (Índia)
- Hippasa lycosina Pocock, 1900 (Índia, Xina)
- Hippasa madhuae Tikader & Malhotra, 1980 (Índia)
- Hippasa madraspatana Gravely, 1924 (Índia)
- Hippasa marginata Roewer, 1960 (Camerun)
- Hippasa olivacea (Thorell, 1887) (Myanmar, Índia)
- Hippasa partita (O. P.-Cambridge, 1876) (Egipte fins a Índia, Àsia central)
- Hippasa pisaurina Pocock, 1900 (Iraq, Índia, Pakistan)
- Hippasa simoni (Thorell, 1887) (Myanmar)
- Hippasa sinai Alderweireldt & Jocqu?, 2005 (Egipte, Saudi Arabia)
- Hippasa valiveruensis Patel & Reddy, 1993 (Índia)
- Hippasa wigglesworthi Gajbe & Gajbe, 1999 (Índia)

### Hippasella
Hippasella Mello-Leitão, 1944
- Hippasella nitida Mello-Leitão, 1944 (Argentina)

### Hogna
Hogna Simon, 1885
- Hogna adjacens Roewer, 1959 (Àfrica Meridional)
- Hogna agadira (Roewer, 1960) (Marroc)
- Hogna albemarlensis (Banks, 1902) (Illes Galápagos)
- Hogna alexandria (Roewer, 1960) (Egipte)
- Hogna alticeps (Kroneberg, 1875) (Àsia central)
- Hogna ammophila (Wallace, 1942) (EUA)
- Hogna andreinii Reimoser, 1937 (Etiòpia)
- Hogna angusta (Tullgren, 1901) (EUA)
- Hogna annexa (Chamberlin & Ivie, 1944) (EUA)
- Hogna antelucana (Montgomery, 1904) (EUA)
- Hogna antiGuaiana Roewer, 1955 (Antigua)
- Hogna archaeologica (Chamberlin, 1925) (Mèxic)
- Hogna aspersa (Hentz, 1844) (EUA, Canadà)
- Hogna atramentata (Karsch, 1879) (Àfrica Central i Oriental)
- Hogna auricoma (Keyserling, 1891) (Brasil)
- Hogna badia (Keyserling, 1877) (Cuba, Amèrica Central)
- Hogna balearica (Thorell, 1873) (Illes Balears)
- Hogna baliana Roewer, 1959 (Camerun)
- Hogna baltimoriana (Keyserling, 1877) (EUA, Canadà)
- Hogna bellatrix (L. Koch, 1865) (Austràlia)
- Hogna beniana (Strand, 1913) (Àfrica Central i Oriental)
- Hogna bergsoei (Thorell, 1875) (Rússia, Àsia central)
- Hogna bhougavia Roewer, 1960 (Afganistan)
- Hogna bicoloripes (Roewer, 1960) (Camerun)
- Hogna bimaculata (Purcell, 1903) (Sud-àfrica)
- Hogna birabenae (Mello-Leitão, 1941) (Argentina)
- Hogna biscoitoi Wunderlich, 1992 (Madeira)
- Hogna bivittata (Mello-Leitão, 1939) (Argentina)
- Hogna bonifacioi Barrion & Litsinger, 1995 (Filipines)
- Hogna bottegoi Caporiacco, 1940 (Etiòpia)
- Hogna bowonglangi (Merian, 1911) (Sulawesi)
- Hogna brevitarsis (F. O. P.-Cambridge, 1902) (Mèxic fins a Panamà)
- Hogna brunnea (B?senberg, 1895) (Illes Canàries)
- Hogna bruta (Karsch, 1880) (Polynesia)
- Hogna burti (Hickman, 1944) (Sud d'Austràlia)
- Hogna canariana (Roewer, 1960) (Illes Canàries)
- Hogna carolinensis (Walckenaer, 1805) (EUA, Mèxic)
- Hogna chickeringi (Chamberlin & Ivie, 1936) (Panamà)
- Hogna cinica (Tongiorgi, 1977) (Santa Helena)
- Hogna coloradensis (Banks, 1894) (EUA)
- Hogna colosii (Caporiacco, 1947) (Guyana)
- Hogna commota (Gertsch, 1934) (Colòmbia)
- Hogna constricta (F. O. P.-Cambridge, 1902) (Guatemala)
- Hogna cosquin (Mello-Leitão, 1941) (Argentina)
- Hogna crispipes L. Koch, 1877 (Austràlia, Nova Guinea, Noves Hèbrides, Polynesia, Nova Zelanda, Norfolk)
- Hogna dauana Roewer, 1959 (Etiòpia)
- Hogna defucata Roewer, 1959 (Congo)
- Hogna denisi Roewer, 1959 (Sud-àfrica)
- Hogna deweti Roewer, 1959 (Sud-àfrica)
- Hogna diyari Framenau, Gotch & Austin, 2006 (Queensland, Nova Gal·les del Sud, Sud d'Austràlia)
- Hogna duala Roewer, 1959 (Camerun)
- Hogna efformata Roewer, 1959 (Namíbia)
- Hogna electa Roewer, 1959 (Tanzània)
- Hogna enecens Roewer, 1959 (Kenya)
- Hogna ericeticola (Wallace, 1942) (EUA)
- Hogna estrix Roewer, 1959 (Namíbia)
- Hogna etoshana Roewer, 1959 (Namíbia)
- Hogna evagra (Chamberlin, 1925) (Mèxic)
- Hogna exsiccatella (Strand, 1916) (Guatemala)
- Hogna felina (L. Koch, 1878) (Azerbaijan)
- Hogna ferocella (Strand, 1916) (Illes Canàries)
- Hogna ferox (Lucas, 1838) (Illes Canàries, Mediterrani)
- Hogna filicum (Karsch, 1880) (Polynesia)
- Hogna flava Roewer, 1959 (Namíbia)
- Hogna forsteri Caporiacco, 1955 (Veneçuela)
- Hogna fraissei (L. Koch, 1882) (Mallorca)
- Hogna frondicola (Emerton, 1885) (EUA, Canadà)
- Hogna furva (Thorell, 1899) (Camerun, Sierra Leone, Bioko)
  - Hogna furva cingulipes (Simon, 1910) (Annobon)
- Hogna furvescens (Simon, 1910) (Botswana)
- Hogna gabonensis Roewer, 1959 (Gabon)
- Hogna galapagoensis (Banks, 1902) (Illes Galápagos)
- Hogna graeca (Roewer, 1951) (Grècia)
- Hogna gratiosa Roewer, 1959 (Zanzíbar)
- Hogna gumia (Petrunkevitch, 1911) (Bolívia)
- Hogna guttatula (F. O. P.-Cambridge, 1902) (Mèxic)
- Hogna hawaiiensis (Simon, 1899) (Hawaii)
- Hogna heeri (Thorell, 1875) (Madeira)
- Hogna helluo (Walckenaer, 1837) (EUA, Canadà)
- Hogna hereroana (Roewer, 1960) (Namíbia)
- Hogna hibernalis (Strand, 1906) (Etiòpia)
- Hogna hickmani Caporiacco, 1955 (Veneçuela)
- Hogna himalayensis (Gravely, 1924) (Índia, Bhutan, Xina)
- Hogna hippasimorpha (Strand, 1913) (Central Àfrica)
- Hogna hispanica (Walckenaer, 1837) (Espanya)
  - Hogna hispanica dufouri (Strand, 1916) (Espanya)
- Hogna idonea Roewer, 1959 (Sud-àfrica)
- Hogna immansueta (Simon, 1909) (Oest d'Austràlia)
- Hogna indefinida (Mello-Leitão, 1941) (Argentina)
- Hogna inexorabilis (O. P.-Cambridge, 1869) (Santa Helena)
- Hogna infulata Roewer, 1959 (Sud-àfrica)
- Hogna ingens (Blackwall, 1857) (Madeira)
- Hogna inhambania Roewer, 1955 (Mozambique)
- Hogna inominata (Simon, 1886) (Tailàndia)
- Hogna inops (Thorell, 1890) (Sumatra, Borneo, Sulawesi)
- Hogna insulana (L. Koch, 1882) (Mallorca)
- Hogna insularum (Kulczyn'ski, 1899) (Madeira)
- Hogna interrita Roewer, 1959 (Zimbabwe)
- Hogna irascibilis (O. P.-Cambridge, 1885) (Turkmenistan)
- Hogna irumua (Strand, 1913) (Central Àfrica)
- Hogna jiafui Peng i cols., 1997 (Xina)
- Hogna juanensis (Strand, 1907) (Mozambique)
- Hogna kabwea Roewer, 1959 (Congo)
- Hogna kankunda Roewer, 1959 (Congo)
- Hogna karschi (Roewer, 1951) (São Tomé)
- Hogna kuyani Framenau, Gotch & Austin, 2006 (Austràlia)
- Hogna labrea (Chamberlin & Ivie, 1942) (EUA)
- Hogna lacertosa (L. Koch, 1877) (Sud d'Austràlia)
- Hogna lambarenensis (Simon, 1910) (Congo)
- Hogna landanae (Simon, 1877) (Àfrica Occidental, Angola)
- Hogna landanella Roewer, 1959 (Angola)
- Hogna lawrencei (Roewer, 1960) (Sud-àfrica)
- Hogna lenta (Hentz, 1844) (EUA)
- Hogna leprieuri (Simon, 1876) (Algèria)
- Hogna leucocephala (L. Koch, 1879) (Rússia)
- Hogna levis (Karsch, 1879) (Àfrica Central i Occidental)
- Hogna liberiaca Roewer, 1959 (Liberia)
- Hogna ligata (O. P.-Cambridge, 1869) (Santa Helena)
- Hogna likelikeae (Simon, 1900) (Hawaii)
- Hogna litigiosa Roewer, 1959 (Angola)
- Hogna longitarsis (F. O. P.-Cambridge, 1902) (Mèxic, Costa Rica, Panamà)
- Hogna luederitzi (Simon, 1910) (Namíbia, Sud-àfrica)
- Hogna lufirana (Roewer, 1960) (Congo)
- Hogna lupina (Karsch, 1879) (Sri Lanka)
- Hogna maasi (Gertsch & Wallace, 1937) (Mèxic)
- Hogna mabwensis Roewer, 1959 (Congo)
- Hogna maderiana (Walckenaer, 1837) (Madeira)
- Hogna magnosepta (Guy, 1966) (Marroc)
- Hogna maheana Roewer, 1959 (Seychelles)
- Hogna manicola (Strand, 1906) (Etiòpia)
- Hogna maroccana (Roewer, 1960) (Marroc)
- Hogna maruana (Roewer, 1960) (Camerun)
- Hogna massaiensis (Roewer, 1960) (Tanzània)
- Hogna massauana Roewer, 1959 (Etiòpia)
- Hogna maurusia (Simon, 1909) (Marroc)
- Hogna medellina (Strand, 1914) (Colòmbia)
- Hogna medica (Pocock, 1889) (Iran)
- Hogna miami (Wallace, 1942) (EUA)
- Hogna migdilybs (Simon, 1886) (Senegal)
- Hogna morosina (Banks, 1909) (Costa Rica)
- Hogna munoiensis Roewer, 1959 (Congo)
- Hogna nairobia (Roewer, 1960) (Kenya)
- Hogna nefasta Tongiorgi, 1977 (Santa Helena)
- Hogna nervosa (Keyserling, 1891) (Brasil)
- Hogna nigerrima (Roewer, 1960) (Tanzània)
- Hogna nigrichelis (Roewer, 1955) (Iran)
- Hogna nigrosecta (Mello-Leitão, 1940) (Brasil)
- Hogna nimia Roewer, 1959 (Tanzània)
- Hogna nonannulata Wunderlich, 1995 (Madeira)
- Hogna nychthemera (Bertkau, 1880) (Brasil)
- Hogna oaxacana (Gertsch & Wallace, 1937) (Mèxic)
- Hogna ocellata (L. Koch, 1878) (Azerbaijan)
- Hogna ocyalina (Simon, 1910) (Namíbia)
- Hogna optabilis Roewer, 1959 (Congo)
- Hogna ornata (Perty, 1833) (Brasil)
- Hogna osceola (Gertsch & Wallace, 1937) (EUA)
- Hogna otaviensis (Roewer, 1960) (Namíbia)
- Hogna pardalina (Bertkau, 1880) (Brasil)
- Hogna parvagenitalia (Guy, 1966) (Illes Canàries)
- Hogna patens Roewer, 1959 (Zimbabwe)
- Hogna patricki (Purcell, 1903) (Àfrica Meridional)
- Hogna pauciguttata Roewer, 1959 (Mozambique)
- Hogna permunda (Chamberlin, 1904) (EUA)
- Hogna persimilis (Banks, 1898) (Mèxic)
- Hogna perspicua Roewer, 1959 (Etiòpia)
- Hogna petersi (Karsch, 1878) (Mozambique)
- Hogna petiti (Simon, 1876) (Congo)
- Hogna placata Roewer, 1959 (Lesotho)
- Hogna planithoracis (Mello-Leitão, 1938) (Argentina)
- Hogna posticata (Banks, 1904) (EUA)
- Hogna principum (Simon, 1910) (Príncipe)
- Hogna propria Roewer, 1959 (Tanzània)
- Hogna proterva Roewer, 1959 (Congo)
- Hogna pseudoceratiola (Wallace, 1942) (EUA)
- Hogna pseudoradiata (Guy, 1966) (possibly Marroc)
- Hogna pulchella (Keyserling, 1877) (Colòmbia)
- Hogna pulla (B?senberg & Lenz, 1895) (Àfrica Oriental)
- Hogna pulloides (Strand, 1908) (Etiòpia)
- Hogna radiata (Latreille, 1817) (Europa central fins a l'Àsia central, Àfrica central)
  - Hogna radiata clara (Franganillo, 1913) (Espanya)
  - Hogna radiata minor (Simon, 1876) (Mediterrani)
- Hogna raffrayi (Simon, 1876) (Àfrica Oriental, Zanzíbar)
- Hogna reducta (Bryant, 1942) (Illes Verges)
- Hogna reimoseri Roewer, 1959 (Etiòpia)
- Hogna rizali Barrion & Litsinger, 1995 (Filipines)
- Hogna rubetra (Schenkel, 1963) (Xina)
- Hogna rubromandibulata (O. P.-Cambridge, 1885) (Yarkand, Karakorum)
- Hogna ruricolaris (Simon, 1910) (Botswana)
- Hogna sanctithomasi (Petrunkevitch, 1926) (St. Thomas)
- Hogna sanctivincentii (Simon, 1897) (Illes Verges, Saint Vincent)
- Hogna sanisabel (Strand, 1909) (Uruguai)
- Hogna sansibarensis (Strand, 1907) (Zanzíbar)
- Hogna schmitzi Wunderlich, 1992 (Madeira)
- Hogna schreineri (Purcell, 1903) (Namíbia, Sud-àfrica)
- Hogna schultzei (Simon, 1910) (Namíbia)
- Hogna senilis (L. Koch, 1877) (Nova Gal·les del Sud)
- Hogna simoni Roewer, 1959 (Camerun, Congo, Angola)
- Hogna sinaia Roewer, 1959 (Egipte)
- Hogna spenceri (Pocock, 1898) (Rwanda, Sud-àfrica)
- Hogna sternalis (Bertkau, 1880) (Brasil)
- Hogna stictopyga (Thorell, 1895) (Índia, Myanmar, Singapur)
- Hogna straeleni Roewer, 1959 (Congo, Rwanda, Tanzània)
- Hogna subaustralis (Strand, 1908) (Perú)
- Hogna subligata (L. Koch, 1877) (Queensland)
- Hogna subrufa (Karsch, 1878) (Tasmània)
- Hogna subtilis (Bryant, 1942) (Illes Verges)
- Hogna suprenans (Chamberlin, 1924) (EUA)
- Hogna swakopmundensis (Strand, 1916) (Namíbia)
- Hogna tantilla (Bryant, 1948) (Hispaniola)
- Hogna ternetzi (Mello-Leitão, 1939) (Paraguai)
- Hogna teteana Roewer, 1959 (Mozambique)
- Hogna thetis (Simon, 1910) (Príncipe)
- Hogna tigana (Gertsch & Wallace, 1935) (EUA)
- Hogna timuqua (Wallace, 1942) (EUA)
- Hogna tivior (Chamberlin & Ivie, 1936) (Panamà)
- Hogna tlaxcalana (Gertsch & Davis, 1940) (Mèxic)
- Hogna transvaalica (Simon, 1898) (Sud-àfrica)
- Hogna travassosi (Mello-Leitão, 1939) (Brasil)
- Hogna truculenta (O. P.-Cambridge, 1876) (Egipte)
- Hogna trunca Yin, Bao & Zhang, 1996 (Xina)
- Hogna unicolor Roewer, 1959 (Mozambique)
- Hogna vachoni Caporiacco, 1954 (Guaiana Francesa)
- Hogna variolosa (Mello-Leitão, 1941) (Argentina)
- Hogna ventrilineata Caporiacco, 1954 (Guaiana Francesa)
- Hogna volxemi (Bertkau, 1880) (Brasil)
- Hogna vulpina (C. L. Koch, 1847) (Brasil)
- Hogna wallacei (Chamberlin & Ivie, 1944) (EUA)
- Hogna watsoni (Gertsch, 1934) (EUA)
- Hogna willeyi (Pocock, 1899) (Illes Bismarck)
- Hogna yauliensis (Strand, 1908) (Perú)
- Hogna zorodes (Mello-Leitão, 1942) (Argentina)
- Hogna zuluana Roewer, 1959 (Sud-àfrica)

### Hognoides
Hognoides Roewer, 1960
- Hognoides ukrewea Roewer, 1960 (Tanzània)
- Hognoides urbanides (Strand, 1907) (Madagascar)

### Hyaenosa
Hyaenosa Caporiacco, 1940
- Hyaenosa clarki (Hogg, 1912) (Xina)
- Hyaenosa effera (O. P.-Cambridge, 1872) (Àfrica del Nord)
- Hyaenosa invasa Savelyeva, 1972 (Àsia central)
- Hyaenosa ruandana Roewer, 1960 (Ruanda)
- Hyaenosa strandi Caporiacco, 1940 (Etiòpia)

### Hygrolycosa
Hygrolycosa Dahl, 1908
- Hygrolycosa alpigena Yu & Song, 1988 (Xina)
- Hygrolycosa rubrofasciata (Ohlert, 1865) (Paleàrtic)
- Hygrolycosa strandi Caporiacco, 1948 (Grècia)
- Hygrolycosa umidicola Tanaka, 1978 (Japó)

### Knoelle
Knoelle Framenau, 2006
- Knoelle clara (L. Koch, 1877) (Austràlia)